# La trastienda
La trastienda és una pel·lícula espanyola de 1975, dirigida per Jordi Grau i Solà, amb guió de Alfonso Jiménez i José Frade, basada en un relat del mateix Frade i de Grau. És protagonitzada per María José Cantudo, Frederick Stafford i Rosanna Schiaffino.
La pel·lícula és recordada especialment per recollir el primer nu integral del cinema de la Transició Espanyola, després que el Ministeri d'Informació i Turisme suavitzés al febrer d'aquest mateix any la prohibició de la nuesa en les pel·lícules, permetent-la «segons les necessitats» del realitzador en el que són considerats els començaments del destape, terme associat en aquest període a pel·lícules d'alt contingut eròtic. A més de l'eròtic, la pel·lícula comptava amb el reclam de presentar la festa dels Sanfermines de Pamplona i la crítica a l'Opus Dei.

## Argument
La trastienda narra la forta atracció mútua que senten un conegut metge, el doctor Navarro, i la seva infermera, Juana. El doctor es manté fidel a la seva esposa i per evitar que la seva relació amb la seva infermera traspassi els límits professionals ordena que sigui destinada a un altre hospital, la qual cosa porta Juana a prendre la iniciativa provocant-lo.

## Repartiment
- María José Cantudo - Juana Ríos
- Frederick Stafford - Doctor Navarro
- Rosanna Schiaffino - Lourdes
- Ángel del Pozo - Raimundo
- José Suárez - Don Pablo
- Pep Munné - Jaime - fill
- Carmen de Lirio - Concha
- Maruchi Fresno - Sagrario
- Susana Estrada - Paz